# Vander (futebolista)

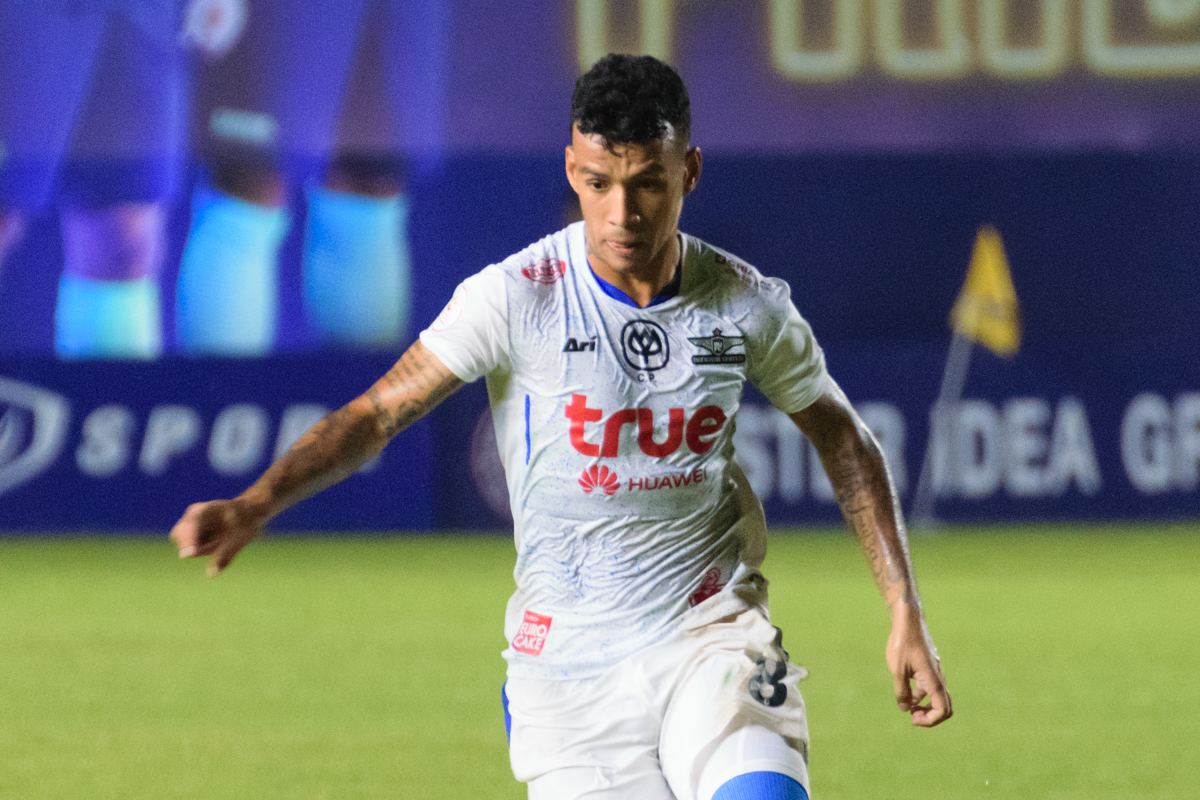
Jogador Vander Luiz

Vander Luiz Silva Souza, mais conhecido como Vander (Salvador, 17 de abril de 1990) é um futebolista brasileiro que atua como meia-atacante. Atualmente joga pelo Chonburi.

## Carreira

### Bahia e empréstimo ao Flamengo
Vander chegou ao Bahia no ano de 2001, e conquistou certa fama nas categorias de base, sendo considerado um dos mais promissores daquela geração de jogadores do clube. Se formou nas categorias de base do tricolor, até ser promovido ao time principal no início de 2010, aos 20 anos de idade, por intermédio do então treinador do Bahia e ex-jogador Renato Gaúcho. Naquele ano, tornou-se rapidamente uma peça importante da equipe, disputando 26 partidas e marcando 3 gols na campanha que garantiu o retorno do Bahia à primeira divisão do futebol brasileiro após sete anos.
Após esta boa campanha, Vander havia então despertado o interesse de outros grandes clubes do futebol brasileiro, e no dia 28 de dezembro de 2010 acertou sua ida para o Flamengo num empréstimo de um ano. No Fla, jogando ao lado de Ronaldinho Gaúcho e companhia, pôde fazer parte do elenco que foi campeão carioca, conquistando as duas competições estaduais (Taça Guanabara e Taça Rio), mas ainda no mês de março de 2011, sofreu uma grave fratura na fíbula da perna direita, lesão que prejudicou definitivamente sua breve passagem pelo clube da Gávea. Após seu retorno, pôde ainda fazer boas partidas pelo Flamengo, fato que gerou algum interesse do clube carioca na permanência em definitivo do jogador, mas no final do ano acabou retornando ao Bahia.
Após o retorno do empréstimo, porém, não voltou a ter chances como titular da equipe, atuando com mais frequência no Campeonato Baiano. Pelo Brasileiro, foram apenas sete partidas disputadas num período de seis meses. Sua última partida pelo Bahia aconteceu no dia 21 de agosto de 2012, na derrota por 2 a 0 para o São Paulo no Morumbi, pela Copa Sul-Americana, quando substituiu Gabriel no intervalo da partida.
Claramente insatisfeito com a diretoria do Bahia, que já não mantinha boas relações com o jogador e seu empresário, além de, segundo o próprio Vander, lhe dever dois meses de salário, admitiu que só permaneceria no clube até o final de seu contrato, em janeiro de 2013.
| “ | Acho que, pelo tempo que passei aqui e por tudo que fiz pelo Bahia, eu não merecia ser tratado desta forma. É uma situação muito difícil, estou muito chateado. Estou treinando no turno oposto e estou há dois meses sem receber salário. Por tudo isso, acho que é o momento de sair do Bahia e procurar novos ares. [...] Vou cumprir meu contrato até 31 de janeiro e depois vou em busca do que for melhor para mim | ” |

### Vitória e empréstimo para Portuguesa
Desde o entrevero com a diretoria do Bahia, começaram a circular especulações de que Vander estaria assinando um pré-contrato de acerto com o grande arquirrival do clube, o Vitória, informação inicialmente negada pelo jogador. O início de 2013, quando se encerrava seu contrato com o Bahia, foi de intensas especulações, mas no dia 23 de janeiro o jogador foi oficialmente anunciado pelo Vitória, sendo apresentado na ‘‘Toca do Leão’’ no dia seguinte. Estreou no dia 6 de fevereiro, num empate em 1 a 1 com o América de Natal pela Copa do Nordeste. Como se não bastasse ter vindo do maior arquirrival do clube o Esporte Clube Bahia.Vander ainda marcou seu primeiro gol pelo Vitória exatamente no primeiro clássico Ba-Vi em que defendeu as cores rubro-negras. Vindo do banco de reservas, foi o autor do quarto gol na impiedosa goleada por 5 a 1 sobre o Bahia, em jogo que marcou a inauguração da Arena Fonte Nova.
No início de 2014, com poucas chances no Vitória, foi emprestado a Portuguesa até o mês de maio.

## Títulos
Flamengo
- Campeonato Carioca: 2011
- Taça Rio: 2011
- Taça Guanabara: 2011

Bahia
- Campeonato Baiano: 2012[11]

Vitória
- Campeonato Baiano: 2013, 2016

Chiangrai United
- Thai FA Cup: 2017